# Chiara Valerio
Chiara Valerio (Minturno, 3 marzo 1978) è una scrittrice italiana.

## Biografia
Chiara Valerio è nata e cresciuta a Scauri. Ha conseguito la laurea e il dottorato in Matematica all'Università degli Studi di Napoli Federico II, sul tema del calcolo delle probabilità. È membro del Comitato editoriale della rivista Nuovi Argomenti e ha collaborato al blog letterario Nazione Indiana. Ha scritto per il teatro e per la radio, ha collaborato con Il Sole 24 Ore e l'Unità e con la trasmissione culturale di Rai 3 Pane quotidiano. Per Nottetempo ha diretto la collana narrativa.it, dedicata agli scrittori emergenti. Con Nanni Moretti, Valia Santella e Gaia Manzini ha scritto il soggetto di Mia madre, mentre con Gianni Amelio e Alberto Taraglio ha scritto il soggetto de La tenerezza. Nel 2017 si è dimessa dall'incarico di direttrice culturale della fiera del libro milanese "Tempo di libri".
Dal 2018 è editor-in-chief del settore “narrativa italiana” presso l'editore Marsilio, per il quale ha ideato la collana PassaParola. Con Anna Antonelli, Fabiana Carobolante e Lorenzo Pavolini cura il programma Ad alta voce di Rai Radio 3, rete sulla quale conduce la rubrica L'isola deserta. Scrive per Vanity Fair e per il mensile Amica. Dal 2020 collabora con il quotidiano Domani, dal 2021 con la Repubblica. Il suo pamphlet La matematica è politica ha fatto parte della cinquina finalista del premio Galileo per la divulgazione scientifica 2021. Con l'amica Michela Murgia ha scritto lo spettacolo teatrale Phon - Istruzioni per l'uso, portandolo in scena lunedì 9 maggio 2022 al Teatro Carcano di Milano. Nel 2023 pubblica un secondo pamphlet dal titolo La tecnologia è religione. Nel 2024 esce il suo romanzo Chi dice e chi tace ambientato nel suo paese d'origine. L'anno successivo, nel 2025, esce il seguito, La fila alle poste.

## Opere
- A complicare le cose, Roma, Sistema editoriale SE.NO, 2003, ISBN 88-88293-30-2.
- Fermati un minuto a salutare, Roma, Robin, 2007, ISBN 978-88-7371-275-6.
- Ognuno sta solo, Roma, Perrone, 2007, ISBN 978-88-6004-096-1.
- Nessuna scuola mi consola, Roma, Nottetempo 2009, ISBN 978-88-7452-198-2.
- La gioia piccola d'esser quasi salvi, Roma, Nottetempo 2009, ISBN 978-88-7452-206-4.
- Il gioco della sedia, in Chiara Valerio, Vincenzo Latronico, Rosella Postorino, Working for paradise, Milano, Bompiani, 2009 ISBN 978-88-452-6369-9.
- Spiaggia libera tutti, Roma, Bari, Laterza, 2010, ISBN 978-88-420-9373-2.
- Tu e io, queste tre ore in Granta Italia n. 2 Sesso. Milano, Rizzoli, 2011, ISBN 978-88-1705-329-7.
- Almanacco del giorno prima, Torino, Einaudi, 2014, ISBN 978-88-06-21592-7.
- Storia umana della matematica, Torino, Einaudi, 2016, ISBN 978-88-06-23006-7.
- Il cuore non si vede, Torino, Einaudi, 2019, ISBN 978-88-06-24222-0.
- La matematica è politica, Torino, Einaudi, 2020, ISBN 978-88-06-24487-3.
- Così per sempre, Torino, Einaudi, 2022, ISBN 978-88-06-25256-4.
- La tecnologia è religione, Torino, Einaudi, 2023, ISBN 978-88-06-25186-4.
- Chi dice e chi tace, Palermo, Sellerio, 2024, ISBN 978-8838946257
- La fila alle poste, Palermo, Sellerio, 2025, ISBN 9788838948442

## Riconoscimenti
- 2004: Premio Carver Narrativa per A complicare le cose
- 2014: Premio Fiesole Narrativa Under 40 per Almanacco del giorno prima
- 2020: Premio letterario Mondello per Il cuore non si vede[9]
- 2022: Premio The Bridge Narrativa per Così per sempre